# Emilian Kaufmann
Emilian Kaufmann (5. ledna 1852 Kačerov u Rychnova nad Kněžnou – 7. července 1912 Praha) byl česko-německý lékař, otorhinolaryngolog, vysokoškolský profesor, odborný autor, mecenáš, hudebník a hudební pedagog, který se jakožto činitel Spolku pro péči o hluchoněmé významně zasloužil o rozvoj moderní péče a vzdělávání hluchoněmých v českých zemích. Vedle své lékařské činnosti se po celý život angažoval jako sbormistr, varhaník, skladatel, redaktor Věstníku pěveckého a hudebního a starosta Jednoty pěveckých spolků českoslovanských.

## Život

### Mládí a praxe
Narodil se v obci Kačerov nedaleko Zdobnice v Orlických horách do německé rodiny. Od mládí se věnoval hudbě. Po vychození obecné školy a gymnázia v Hradci Králové nebo Rychnově nad Kněžnou vystudoval německou lékařskou fakultu Karlo-Ferdinandovy univerzity v Praze. Lékařem byl habilitován roku 1884, následně absolvoval studijní cestu do zahraničí, krátce působil také v Rakouskem okupované Bosně a Hercegovině.
Poté se usídlil v Praze, kde si zřídil otorhinolaryngologickou ambulanci, vůbec první specializovanou ordinaci v českých zemích. Roku 1891 získal titul mimořádného profesora a jeho ambulance byla přeměněna na řádnou kliniku. Zakoupil starý dům U Slivenských na nároží Žitné ulice (č. p. 2) a Karlova náměstí na Nové Městě, který byl následně zbořen a namísto něj postaven nový obytný dům, kde žil.

### Péče o hluchoněmé

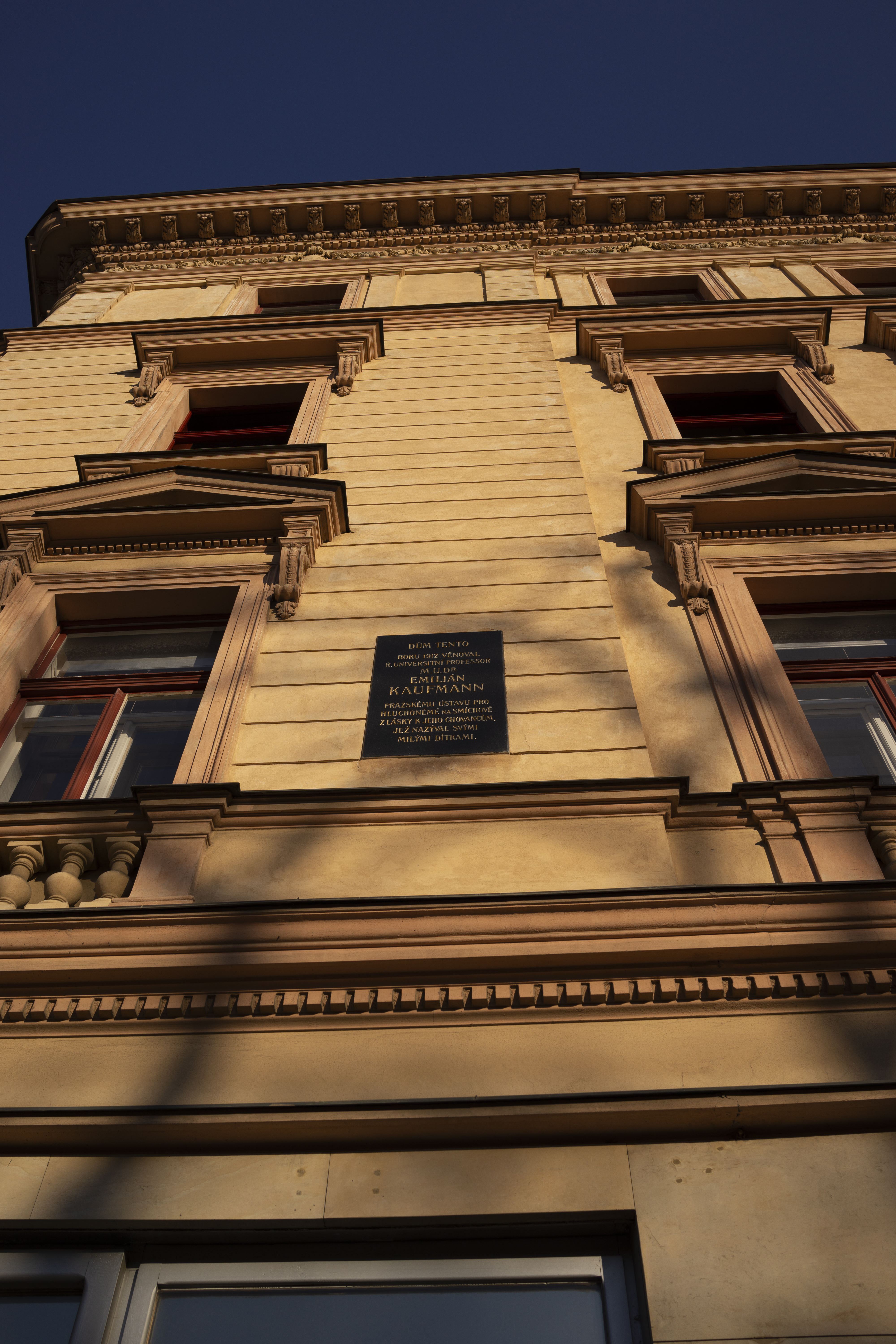
Pamětní deska profesora Kaufmanna na budově někdejšího Ústavu pro hluchoněmé na Karlově náměstí v Praze

Čile se věnoval lékařské, odborné a pedagogické činnosti, publikoval několik odborných prací zabývajících se především sluchovými poruchami. Rovněž vyučoval na pražské lékařské fakultě. Spoluzakládal Spolek pro péči o hluchoněmé, který si dal za cíl zřízení necírkevních odborných zařízení pro vzdělávání hluchoněmých a dopomoci k jejich lepšímu začlenění do většinové společnosti a soběstačnosti.
Spolek pak zřídil Ústav pro hluchoněmé v Praze, vůbec první takovou necírkevní instituci ve městě, v návaznosti na něj byla pak zřízena městská škola pro hluchoněmé a pokračovací škola.

### Hudebník
Aktivně působil jako hudebník a pedagog na pražské varhanické škole a redaktor hudebního periodika Věstník pěvecký a hudební. Je rovněž považován za nejvýznamnějšího starostu Jednoty pěveckých spolků českoslovanských, které předsedal v letech 1895–1903.

### Úmrtí
E. Kaufmann zemřel 7. července 1912 v Praze ve věku 60 let. Ve své závěti odkázal svůj dům Ústavu pro hluchoněmé na Smíchově a další prostředky rovněž na dobročinné účely. Pochován byl v rodném Kačerově v Orlických horách na místním hřbitově u zdi kostela svaté Kateřiny.
Na domě Ústavu pro hluchoněmé na Karlově náměstí, který mecenášsky pořídil, mu byla odhalena jeho pamětní deska.